# Wypalony
Wypalony – polski film dokumentalny opowiadający o losach Stanisława Fariona – emerytowanego magistra archeologii pracującego przy wypale drewna w Bieszczadach. Zdjęcia do filmu powstały na terenie nieistniejącej wsi Rabe w gminie Baligród.

## Nagrody
- 2008 Ogólnopolski Niezależny Przegląd Form Dokumentalnych Nurt – Anna Więckowska – Nagroda Główna "Wydarzenie Nurtu"
- 2008 Ogólnopolski Przegląd Form Dokumentalnych Bazar – Anna Więckowska – Nagroda Prezesa TVP w kategorii: Film – Reportaż
- 2010 Międzynarodowe Forum Filmowe Złoty Rycerz – Anna Więckowska – Wyróżnienie Specjalne